# École supérieure de fonderie et de forge
 (juillet 2025).
Si vous disposez d'ouvrages ou d'articles de référence ou si vous connaissez des sites web de qualité traitant du thème abordé ici, merci de compléter l'article en donnant les références utiles à sa vérifiabilité et en les liant à la section « Notes et références ».
Pour les articles homonymes, voir ESFF.
L’école supérieure de fonderie et de forge - ESFF (anciennement école supérieure de fonderie ou ESF) est l'une des 204 écoles d'ingénieurs françaises accréditées au 1er septembre 2025 à délivrer un diplôme d'ingénieur.
Elle est spécialisée dans les industries de la fonderie et de la forge. Actuellement, elle est hébergée par Le Cetim, (Centre Technique des Industries Mécaniques) sur son site de Sèvres.
Elle est administrée par des représentants de la Fédération Forge Fonderie.

## Histoire

### Fondation de l'école
C’est en 1921, durant le 1er Congrès international de fonderie organisé à Liège, qu’Eugène-Victor Ronceray, ingénieur Arts et Métiers, fondeur et passionné de l’enseignement technique, lance l’idée de la création de l’école. À la fin de la présentation de son mémoire sur l’apprentissage, Eugène Ronceray déclare :
« Lorsque nous aurons formé des ouvriers connaissant leur métier, des contre-maîtres capables de les commander intelligemment et d’organiser la fabrication, il sera nécessaire de compléter les cadres par des ingénieurs spécialisés dans la fonderie, ayant fait de son étude leur préoccupation principale. Nous estimons donc qu’il y a place pour une sorte d’école supérieure de fonderie ouverte à tous sous certaines conditions, mais particulièrement à ceux qui ont déjà acquis une certaine expérience dans la profession ».
Le 30 juillet 1923, le Syndicat Général des Fondeurs de France décide la création de l’école supérieure de fonderie sous le patronage et avec l’aide du Sous-Secrétariat à l’Enseignement Technique. Le 23 octobre de la même année, la création de l'école parait au journal officiel.
L’ESF ouvre ses portes le 1er janvier 1924 et accueille sa première promotion d’élèves le 8 janvier au sein des locaux de l’école nationale supérieure des arts et métiers de Paris.
Le 30 juin 1925, l’école supérieure de fonderie est reconnue par l’État par décret ministériel et habilitée officiellement à délivrer un diplôme d'ingénieur.

### Évolution de l'école
- L’École ferme ses portes du 1er septembre 1939 au 1er octobre 1941 durant la Seconde Guerre mondiale. Les locaux sont alors pillés et détériorés.
- Entre 1949 et 1973, Jean Lainé apporte la dimension internationale à l'école en instaurant les échanges avec l'étranger.
- En 1971, une filière initiale est créée, accessible avec un niveau d'étude BAC+2.
- En 1975, une filière formation continue est, à son tour, créée, accessible aux titulaires d'un diplôme de niveau BAC+2 munis d'une expérience d'au moins 3 ans en fonderie.
- En 1977, une filière ingénieur diplômé d'État voit le jour pour des personnes ayant les responsabilités d'un ingénieur sans en avoir le diplôme.
- En 1993, la filière initiale devient une filière initiale par apprentissage, en collaboration avec le  CFA des industries de la fonderie.
- En 2001, l'École commence à s'ouvrir à la  forge et l'année de mémoire d'ingénieur devient une 3e année d'études.
- En 2005, l'École supérieure de fonderie devient l'École supérieure de fonderie et de forge[2].
- En 2009, pour la première fois, l'école recrute dans une banque de concours aux Grandes Écoles, la banque de la filière Physique et Technologie (Banque PT).
- En 2014, l'ESFF signe une convention de partenariat avec Arts et Métiers ParisTech et intègre le réseau Arts & Métiers.
- En 2015, l'École recrute à partir du concours ATS.
- En 2016, l'ESFF s'associe à l'Ecole Nationale Supérieure d'Arts et Métiers pour délivrer un diplôme commun.

## Formation

### Déroulement du cursus
À la fin de cette période est  délivré un diplôme d’ingénieur reconnu par l'État en convention avec l'ENSAM pour les élèves ayant obtenu un niveau B2 minimum en anglais TOEIC
.

#### Formation continue
À la fin de cette période est délivré un diplôme d’ingénieur reconnu par l'État en convention avec l'ENSAM pour les salariés ayant obtenu un niveau B1 minimum en anglais.